# Rolf M. Zinkernagel
Rolf Martin Zinkernagel (Riehen, 1944. január 6. –) svájci immunológus. 1996-ban Peter Dohertyvel együtt orvostudományi Nobel-díjban részesült, mert felfedezte, hogy az immunrendszer milyen mechanizmussal ismeri fel és pusztítja el a vírusfertőzött sejteket.

## Tanulmányai
Rolf Zinkernagel 1944. január 6-án született a Bázel melletti kisvárosban, Riehenben. Apja egy bázeli gyógyszergyártónál dolgozott biológusként, anyja ugyanannál a cégnél volt labortechnikus. Rolf volt a középső gyerek a családban, bátyja, Peter építész, húga Anne-Marie pedig labortechnikus lett. Rolf az elemi iskolát Riehenben, a középiskolát pedig a bázeli Mathematisch-Naturwissenschaftliches Gymnasiumban végezte, ahol apja és apósa is tanult. Tizenéves korában sokat utazott Angliában, Franciaországban és a skandináv országokban. A gimnázium 1962-ben után a Bázeli Egyetem orvosi szakára iratkozott be. Az egyetem hat éve alatt teljesítette kötelező katonai szolgálatát is, és ott is ismerkedett meg Kathrin Zinkernagel-Lüdinnnel, leendő feleségével, aki évfolyamtársa volt. 1968-ban, két héttel az utolsó vizsga után összeházasodtak. Három gyermekük született, Christine, Annelies és Martin.
Zinkernagel az egyik bázeli kórház sebészetén kezdte orvosi pályafutását 1969 januárjában, de hamarosan rájött, hogy ez a szakág nem neki való és beiratkozott a Zürichi Egyetem kísérletes orvostani posztgraduális kurzusára. 1970-72 között a Lausanne-i Egyetem biokémiai tanszékén dolgozott, ahol elsősorban immunológiával foglalkozott. Egyik témája annak mérése volt, hogyan pusztítják el a fehérvérsejtek a radioaktív izotóppal jelölt baktériumokat. 

## Ausztráliai munkássága
1972-ben egy svájci alapítvány ösztöndíjával elnyert egy kutatói pozíciót Canberrában, az Ausztrál Nemzeti Egyetem mikrobiológiai tanszékén. Itteni témája kezdetben a Salmonella- és Listeria-fertőzésekkel szembeni sejtes immunválasz volt, de hamarosan Peter Dohertyvel közösen az egerek idegrendszerét megtámadó LCMV vírus elleni immunitást kezdték tanulmányozni. A két kutató felfedezte, hogy ahhoz hogy a T-sejtek felismerjék és elpusztítsák a vírus által fertőzött sejteket, a sejt előbb feldarabolja a vírusfehérjéket, majd azokat az MHC-rendszerrel (major histocompatibility complex, ez határozza meg azt is, hogy szervátültetés esetén kilökődik-e az új szerv) a felszínén prezentálja. Ha a T-limfociták idegennek érzékelik a prezentált fehérjét, akkor a sejtet elpusztítják. Ezért a felfedezésért Rolf Zinkernagel és Peter Doherty 1996-ban orvostudományi Nobel-díjat kapott.  

## Későbbi pályafutása
Két és fél év után az ösztöndíj lejárt, Zinkernagel pedig a kaliforniai Scripps Kutatóintézetbe szerződött, ahol egészen 1979-ig maradt. Ekkor professzorként visszatért a Zürichi Egyetemre, majd 1992 után a zürichi egyetemi kórház Kísérletes Immunológiai Intézetében dolgozott. 2008-ban Zinkernagel professzor visszavonult.
A Nobel-díjon felül 1995-ben elnyerte az Albert Lesker Orvoskutatói díjat, 1999-ben Ausztrália-renddel, az ország legmagasabb polgári érdemrendjével tüntették ki. 